# Siegfried IV de Runkel
Siegfried IV de Runkel (en all. Siegfried IV von Runkel ; * 1223 † 1266, Westerburg) de la maison de Runkel, est co-souverain de Runkel de 1221 à vers 1250 et seigneur de Westerburg.

## Biographie
Il était le fils du comte Siegfried III de Runkel (1191 - vers 1221) et de sa femme de la Famille de Linange, qui reçut par son mariage Westerburg. Sa sœur Ida de Runkel-Westerburg a épousé le comte Wiedekind Ier de Wittgenstein.
Après la mort de son père, Siegfried IV résida à Westerburg alors que son frère Thierry Ier (1221 - vers 1226) s'installa à Runkel.

## Mariage et descendance
Siegfried IV a épousé une femme de prénom inconnu de la famille von Dietz (de), fille du comte Gerhard Ier von Dietz († vers 1228). De cette union sont issus : [1] [2] [3]
- Heinrich Ier von Westerburg († 1288), tué à la bataille de Worringen, co-souverain de Runkel, seigneur de Westerburg (1250 - 1277), marié le 1er juillet 1267 à Agnes von Isenburg-Limburg († 1319)
- Siegfried de Westerburg († 1297), archevêque de Cologne (1275 - 1297)
- Philippe († 1325), archidiacre de Cologne
- Reinhard von Runkel (bg) (décédé en 1313), vi-évêque de Cologne, évêque titulaire d'Éphèse (de)
- Gerhard († 1292), 1285/1292 prouvé
- Sophia Izalda (décédée le 26 mars 1266), mariée à Bruno von Isenburg-Braunsberg (en) (décédé 1278/1279)
- Mechtild († 1296), mariée avec Gerhard Truchses d'Alzey († 1292)
- Utah, 1276 nonne à Zeligenstadt
- Agnes von Runkel (décédée en 1316), mariée à Saletin II von Isenburg et Kempenich (décédée en 1297)
- Adelheid († 1276), épouse le comte Henri de Solms-Braunfels († 1280 - 1282)
- Elisabeth († 1298), abbesse de Cologne (1281 - 1298)
- une fille († vers 1270), mariée à Krafto von Greifenstein († 1281), fils du vogt Roerich von Hachenburg († 1237)
- Siegevildis († 1292), 1292 abbaye de Dietkirchen près de Bonn